# Leen Hoogendijk
Leendert Proos Hoogendijk, detto Leen (Rotterdam, 2 luglio 1890 – Vlaardingen, 14 agosto 1969), è stato un pallanuotista olandese.
Faceva parte della squadra dei Paesi Bassi che ha partecipato ai Giochi di Anversa 1920.